# محمد في البهائية
يقدس البهائيون محمدًا باعتباره واحدًا من عدد من الأنبياء أو 'مظاهر الله'، إلى جانب عيسى وموسى وغيرهم، ولكنهم يؤمنون أن تعاليم هؤلاء الأنبياء قد استُكملت وحل محلها تعاليم بهاء الله، التي تعتبر مناسبة لاحتياجات العصر الحديث. مؤسس الدين البهائي.

## ملخص
يؤمن البهائيون بمحمد كنبي من رسل الله، وبالقرآن ككلمة الله. تؤكد التعاليم البهائية أن الإسلام هو دين حقيقي أنزله الله؛ وبالتالي، يمكن لأعضاء الديانة أن يوافقوا تمامًا على الكلمات التقليدية للشهادة. ويعتبر محمد واحدا من أهم رسل الله باعتباره مظهرا مستقلا من مظاهر الله. علاوة على ذلك، يعتقد البهائيون أن الباب، وهو شخصية محورية في العقيدة البهائية، كان من نسل محمد من خلال الإمام الحسين، الذي تنبأ محمد بمجيئه. كتب عبد البهاء، ابن وخليفة بهاء الله، أن "قداسة النبي محمد قد قطع عهدًا بشأن قداسته الباب، وكان الباب هو الذي وعد به محمد، لأن محمدًا أعطى بشرى مجيئه".
في الكتابات البهائية، يُعرف محمد بألقاب "رسول الله" و"خاتم الأنبياء" و"نجم الحقيقة". في كتاباته عن محمد، يذكر عبد البهاء أنه بفضل مساعدة الله، تمكن من توحيد القبائل المتحاربة في شبه الجزيرة العربية "إلى حد أن ألف قبيلة دُمجت في قبيلة واحدة". وهذا ما يكتبه، على الرغم من حقيقة أنه (محمد) كان رجلاً أميًا ولد في ثقافة قاسية وبربرية. ومع ذلك، فقد كان مسؤولاً عن تأليف "كتاب شرح فيه، بأسلوب متقن وبليغ، الصفات والكمالات الإلهية، ونبوة رسل الله، والشرائع الإلهية، وبعض الحقائق العلمية".
في الديانة البهائية، يُعتبر محمد أحد فئة "الأنبياء المستقلين" - أي هؤلاء الأنبياء "الذين يُتَبعون" والذين "يؤسسون دينًا جديدًا ويخلقون مخلوقات جديدة من البشر". كما أنهم "يغيرون الأخلاق العامة، ويروجون للعادات والقواعد الجديدة، ويجددون الدورة والقانون". إلى جانب محمد، يُصنف إبراهيم وموسى وعيسى والباب وبهاءالله ضمن "الأنبياء المستقلين". الدين يعلم وحدة ووحدانية جميع أنبياء الله. ومن ثم، يُعتقد أن إبراهيم، وموسى، وعيسى المسيح، ومحمد، والباب، وبهاءالله، قد أعلنوا نفس الرسالة في أوقات مختلفة. إن "كلماتهم وأقوالهم" لا تظهر دائمًا "تختلف وتتباعد" إلا بسبب "اختلاف مكانتهم ورسالتهم". وكما هو الحال مع جميع أنبياء الله، يعتقد البهائيون أن محمدًا كان بلا خطيئة. ويعتقد أن هؤلاء الأنبياء، باعتبارهم قديسين، طاهرون من الخطيئة ومطهرون من العيوب. ردًا على سورة 48:2 من القرآن الكريم التي تشير إلى محمد، وتنص على أن الله يغفر له خطاياه الماضية والمستقبلة، ينص عبد البهاء على أن هذا الخطاب كان "في الواقع لجميع الناس" و"موجه ظاهريًا إلى محمد فقط".
تقول الديانة البهائية أن محمدًا كان رجل سلام. وفي المناسبات التي قاتل فيها، لم يفعل ذلك إلا للدفاع عن نفسه وأتباعه من القبائل العربية الوثنية المعادية التي سكنت شبه الجزيرة العربية في عصره. ادعى عبد البهاء أن "محمدًا لم يقاتل المسيحيين أبدًا".

## الحديث
علّم عبد البهاء أن بعض القصص عن تعاليم محمد وأفعاله وأقواله كما وردت في بعض الأحاديث والتي اعتبرها سلبية، كانت ملفقة بسبب "التعصب" أو "الجهل" أو "العداوة". وذكر أن معظم من رووا هذه القصص كانوا إما من "رجال الدين" أو "المعادين" أو "المسلمين الجهلة الذين رددوا أحاديث لا أساس لها عن محمد، ظنوا جهلاً أنها في مدحه". ولذلك، يقول، "جعل بعض المسلمين الجهلة تعدد زوجاته محور مدحهم".
في حين تجاهل عبد البهاء بعض الأحاديث عن محمد باعتبارها تلفيقات ومبالغات لا أساس لها من الصحة، فقد قبل صحة أحاديث أخرى. على سبيل المثال، تُروى رواياتٌ عن معاملة محمد الودية لمسيحيي نجران، الذين يُقال إن محمدًا قد أعلن عنهم: "إذا انتهك أحدٌ حقوقه، فأنا عدوه، وسأُقاضيه أمام الله". ووفقًا للعقيدة البهائية، عاش المسلمون والمسيحيون في ذلك الوقت في وئام، ولكن "بعد فترةٍ من الزمن"، بسبب "تجاوز كلٍّ من المسلمين والمسيحيين، نشأ الكراهية والعداوة بينهم".

## خاتم الأنبياء
وعلى النقيض من المسلمين، لا يؤمن البهائيون بأن محمدًا هو رسول الله الأخير، أو بالأحرى يحددون علم الآخرة والإشارة إلى نهاية الزمان على أنها مجازية للتغيرات في عصور أو عصور البشرية، ولكن هذا التقدم في هداية الله مستمر. على الرغم من أن لقب خاتم الأنبياء، كما هو الحال في الإسلام، مخصص لمحمد، إلا أن البهائيين يفسرونه بشكل مختلف. يعتقدون أن مصطلح خاتم الأنبياء ينطبق على عصر محدد، وأن كل نبي هو "خاتم" عصره. لذلك، وبمعنى أن جميع أنبياء الله متحدون في نفس "قضية الله"، ولديهم نفس الرسالة الأساسية، وجميعهم "يقيمون في نفس المسكن، ويرتفعون في نفس السماء، ويجلسون على نفس العرش، وينطقون بنفس الكلام، ويعلنون نفس الإيمان"، يمكنهم جميعًا أن يزعموا أنهم "عودة جميع الأنبياء". وبالمثل، بما أنهم جميعًا لديهم "مهمة محددة ومحددة مسبقًا وحدود محددة بشكل خاص"، فيمكنهم جميعًا أن يزعموا أنهم "خاتم الأنبياء" لعصرهم الخاص. وبناء على هذا الفهم، فلا يوجد سبب يمنع نبياً آخر من أن يأتي برسالة تكون بمثابة ختم لعصره الخاص.
استشهد بهاء الله بسورة المائدة الآية 64 من القرآن الكريم ليجادل بأن اللوم الموجه إلى اليهود في تلك الآية (أنهم سعوا إلى الحد من قدرة الله على فعل ما يشاء) ينطبق أيضًا على المسلمين الذين يؤمنون بمبدأ عدم جواز اتباع الأنبياء لمحمد. "يكتب أن: "لقد ظلوا يرددون هذه الآية لأكثر من ألف عام، وينطقون دون قصد بإدانتهم لليهود، دون أن يدركوا على الإطلاق أنهم أنفسهم، علناً وبسرية، يعبرون عن مشاعر ومعتقدات الشعب اليهودي".
يُنظر إلى محمد على أنه ينهي الدورة الآدمية، والمعروفة أيضًا باسم الدورة النبوية، والتي يُقال إنها بدأت منذ حوالي 6000 عام، ويُنظر إلى الباب وبهاءالله على أنهما يبدآن الدورة البهائية، أو دورة الإنجاز، والتي ستستمر لمدة خمسمائة ألف عام على الأقل مع ظهور العديد من مظاهر الله طوال ذلك الوقت. في الواقع، قال علي أمير المؤمنين: "لقد أكمل الله به (محمد) نظام الإنذار وتقديم الحجج وتوقف عن الجدل والإثبات حول مكانة أولياءه الذين يمتلكون السلطة الإلهية بين خلقه". في كتاب الإيقان، يربط بهاء الله بشكل مباشر بين القرآن 33:40،  حول خاتم الأنبياء، و33:44، حول وعد "تحقيق الحضور الإلهي" يوم القيامة، والذي يفسره على أنه لقاء مظهر الله. وتفسير يوم القيامة هو يوم ظهور القائم أو المهدي.

## الباب ومحمد
يقول الباب في رسالة كتبها إلى الملا الشيخ علي الترشيزي:
"أول من بايعني محمد رسول الله، ثم علي، ثم الذين شهدوا بعده، ثم أبواب الهدى، ثم الذين أنعم الله عليهم من النبيين والأولياء والشهداء والذين آمنوا بالله وآياته.

## ملحوظات
1. ↑  Smith، Peter (2000). A concise encyclopedia of the Baháʼí Faith. Oxford: Oneworld Publications. ص. 251. ISBN:1-85168-184-1. مؤرشف من الأصل في 2025-01-15.
2. ↑  Momen، Moojan (2000). Islam and the Baha'i Faith. Oxford: George Ronald Pub Ltd. ص. 10. ISBN:9780853984467.
3. ↑  Lambden, Stephen (1991). "Islam, Muhammad, and the Qurʼan: Some Introductory Notes". Baháʼí Studies Review. London, UK: Association for Baha'i Studies English-Speaking Europe. ج. 1 ع. 1. مؤرشف من الأصل في 2024-12-27. اطلع عليه بتاريخ 2015-12-15.
4. ↑  Terry، Peter (2008). Proofs of the Prophets. Lulu Press. ص. 22. ISBN:978-1435713468. مؤرشف من الأصل في 2016-06-10.
5. ↑  Fazel, Seena؛ Fananapazir, Khazeh (1993). "A Baháʼí Approach to the Claim of Finality in Islam". Journal of Baháʼí Studies. Association for Baha'i Studies North America. ج. 5 ع. 3: 17–40. DOI:10.31581/JBS-5.3.2(1993). مؤرشف من الأصل في 2025-02-20. اطلع عليه بتاريخ 2015-12-15.
6. ↑  ʻAbdu'l-Bahá (1991) [1916–17]. Tablets of the Divine Plan. Wilmette, Illinois, USA: Baháʼí Publishing Trust. ص. 105–106 (14.10). ISBN:0-87743-233-3.
7. ↑  ʻAbdu'l-Bahá 2015، صفحات 27 (7.11).
8. ↑  ʻAbdu'l-Bahá 2015، صفحات 187 (43.2–3).
9. ↑  Baháʼu'lláh 2003، صفحات 177 (§ 192).
10. ↑  ʻAbdu'l-Bahá 2015، صفحات 194 (44.11).
11. ↑  ʻAbdu'l-Bahá 2015، صفحات 24 (7.7).
12. 1 2  ʻAbdu'l-Bahá 2015، صفحات 26 (7.9).
13. ↑  Fazel, Seena؛ Fananapazir, Khazeh (1993). "A Baháʼí Approach to the Claim of Finality in Islam". Journal of Baháʼí Studies. Association for Baha'i Studies North America. ج. 5 ع. 3: 17–40. DOI:10.31581/JBS-5.3.2(1993). مؤرشف من الأصل في 2025-02-20. اطلع عليه بتاريخ 2015-12-15.Fazel, Seena; Fananapazir, Khazeh (1993). "A Baháʼí Approach to the Claim of Finality in Islam". Journal of Baháʼí Studies. 5 (3). Association for Baha'i Studies North America: 17–40. doi:10.31581/JBS-5.3.2(1993). Retrieved Dec 15, 2015.
14. ↑  Wittman, Brian (2001). "Keys to the Proper Understanding of Islam in The Dispensation of Baha'u'llah". Lights of Irfan. Wilmette, IL: Irfan Colloquia. ج. 2: 135–48. مؤرشف من الأصل في 2024-08-15. اطلع عليه بتاريخ 2015-12-15.
15. ↑  Baháʼu'lláh 2003، صفحات 176 (§ 191).
16. ↑  Baháʼu'lláh 2003، صفحات 137 (§ 148).
17. ↑  Letter written on behalf of the Universal House of Justice to an individual believer, March 13, 1986. Published in Effendi، Shoghi؛ The Universal House of Justice (1983). Hornby, Helen (المحرر). Lights of Guidance: A Baháʼí Reference File. Baháʼí Publishing Trust, New Delhi, India. ص. 500. ISBN:81-85091-46-3. مؤرشف من الأصل في 2025-04-19.
18. ↑  Taherzadeh، Adib (1977). The Revelation of Baháʼu'lláh, Volume 2: Adrianople 1863–68. Oxford, UK: George Ronald. ص. 352. ISBN:0-85398-071-3. مؤرشف من الأصل في 2018-08-31.
19. ↑  Seena Fazel and Khazeh Fananapazir (1993). "A Baháʼí Approach to the Claim of Finality in Islam". Journal of Baháʼí Studies. ج. 5 ع. 3: 17–40. DOI:10.31581/jbs-5.3.2(1993). مؤرشف من الأصل في 2025-02-20.
20. ↑  Al-Islam، Thiqatu (2015). Al-Kafi Volume 8 of 8 English Translation. New York: The Islamic Seminary, Inc. ص. 22. ISBN:978-1-943081-00-4.
21. ↑  33:40
22. ↑  33:44
23. ↑  Buck, Christopher (2007). Beyond the 'Seal of the Prophets': Bahaʼullah's Book of Certitude (Ketab-e Iqan). نسخة محفوظة 2011-10-09 على موقع واي باك مشين. Religious Texts in Iranian Languages. Edited by Clause Pedersen & Fereydun Vahman. København (Copenhagen): Det Kongelige Danske Videnskabernes Selskab. Pp. 369–378.
24. ↑  Buck، Christopher (1995). Symbol & Secret: Qur'án Commentary in Baháʼu'lláh's Kitáb-i-Iqán, pp. 191–198. Los Angeles, USA: Kalimát Press. ISBN:0-933770-80-4. مؤرشف من الأصل في 2025-03-04.
25. ↑  MacEoin, Dennis (30 Nov 2008). The Messiah of Shiraz: Studies in Early and Middle Babism (بالإنجليزية). Brill. p. 341. ISBN:978-90-474-4307-0. Archived from the original on 2022-09-24.

## قراءة إضافية
- Balyuzi, H. M. (1976). Muḥammad and the Course of Islám. George Ronald. ISBN:978-0-85398-060-5. مؤرشف من الأصل في 2022-03-03.
- Momen، Moojan (2000). Islam and the Baháʼí Faith. Oxford, UK: George Ronald. ISBN:0-85398-446-8. مؤرشف من الأصل في 2025-01-26.
- Momen، Moojan (1985). An Introduction to Shiʻi Islam: The History and Doctrines of Twelver Shiʻism. Yale University Press. ISBN:978-0-300-03531-5. مؤرشف من الأصل في 2023-03-26.
- Monajem، Jamshid (1999). Stories of the Life of Muhammad: A Compilation from the Writings of Early Muslim Chronicles. New Delhi, India: Baháʼí Publishing Trust. ISBN:8186953507.
- Saiedi، Nader (2000). Logos and Civilization - Spirit, History, and Order in the Writings of Baháʼu'lláh. USA: University Press of Maryland and Association for Baha'i Studies. ISBN:1883053609. OL:8685020M.
- Stockman, Robert (1998). "Notes on Islam from a Baháʼí Perspective". Notes for the Wilmette Institute. Wilmette Institute. مؤرشف من الأصل في 2025-03-17.
- Troxel, Duane (1994). "Islam and the Baháʼí Faith: A Brief Guide". Deepen Magazine. Tsavo West Baháʼí Institute. ج. 3 ع. 2. مؤرشف من الأصل في 2025-03-29.